# Warren (Maine)
Warren è un comune degli Stati Uniti d'America, situato nello Stato del Maine, nella contea di Knox.